# Bonito de Minas
Bonito de Minas là một đô thị thuộc bang Minas Gerais, Brasil. Đô thị này có diện tích 3900,641 km², dân số năm 2007 là 8787 người, mật độ 2,1 người/km².